# Guerra Radical
La Guerra Radical, también conocida como la Insurrección Escocesa de 1820, fue una semana de huelgas y disturbios en Escocia, una culminación de las demandas radicales de reforma en el Reino Unido de Gran Bretaña e Irlanda que habían cobrado importancia en los primeros años de la Revolución Francesa, pero que luego habían sido reprimidas durante las largas Guerras Napoleónicas.
La recesión económica que siguió a las guerras provocó un creciente descontento, pero la causa fundamental fue la Revolución Industrial. Los trabajadores artesanales, en particular los tejedores de Escocia, intentaron actuar para obligar al gobierno a promulgar restricciones protectoras luditas. La nobleza, temiendo los horrores revolucionarios, reclutó milicias y el gobierno desplegó un aparato de espías, informadores y agentes provocadores para acabar con el movimiento.
Un Comité de Organización para la Formación de un Gobierno Provisional colocó pancartas por las calles de Glasgow a última hora del sábado 1 de abril, llamando a una huelga nacional inmediata. El lunes 3 de abril se detuvo el trabajo en una amplia zona del centro de Escocia y, en un torbellino de acontecimientos desordenados, un pequeño grupo marchó hacia la fábrica de hierro de la Carron Company para apoderarse de las armas, pero cuando se detuvo en Bonnymuir fue atacado por los húsares. Otro pequeño grupo de Strathaven marchó al encuentro de una supuesta fuerza mayor, pero fueron advertidos de una emboscada y se dispersaron. Los milicianos que llevaban prisioneros a la cárcel de Greenock fueron atacados por la población local y los prisioneros fueron liberados. James Wilson, de Strathaven, fue señalado como líder de la marcha allí, y en Glasgow fue ejecutado en la horca y luego decapitado. De los apresados por el ejército británico en Bonnymuir, John Baird y Andrew Hardie fueron ejecutados de forma similar en Stirling tras pronunciar breves discursos desafiantes. Otros veinte radicales fueron condenados a transporte penal.
Se sospechaba que los agentes del gobierno habían fomentado activamente los disturbios para sacar a los radicales a la luz. La insurrección fue olvidada en gran medida, ya que la atención se centró en los acontecimientos radicales mejor publicitados en Inglaterra. Dos años más tarde, el entusiasmo por la visita del rey Jorge IV a Escocia impulsó con éxito el sentimiento lealista, dando paso a una nueva identidad nacional escocesa.

## Antecedentes
En el siglo XVIII, los artesanos, como los tejedores en telares manuales, los zapateros, los herreros y los escultores, trabajaban por encargo y, por lo tanto, podían establecer sus propios horarios de trabajo, lo que a menudo les dejaba tiempo para leer y debatir con sus amigos lo que habían leído. La Iglesia Presbiteriana de Escocia, de carácter nacional, se basaba en actitudes igualitarias y en el derecho del individuo a emitir juicios de valor, por lo que fomentaba los hábitos contestatarios y la preocupación por los "derechos", además de continuar con la tradición educativa escocesa, que logró una alfabetización más extendida en aquella época que en otros países. En Escocia sólo 1 de cada 250 personas tenía derecho a voto y estos artesanos estaban dispuestos a unirse al movimiento radical para acoger la Revolución Americana y la Revolución Francesa, y a dejarse influir por Los derechos del hombre de Thomas Paine. La Sociedad Escocesa de los Amigos del Pueblo celebró una serie de "Convenciones" en 1792 y 1793. El gobierno reaccionó con dureza, condenando a los sucesivos líderes a transporte penal, y en 1793 el ministro unitario de Dundee, Thomas Fysshe Palmer, también fue condenado a 7 años de transporte por ayudar a preparar y distribuir folletos reformistas. La disidencia pasó a la clandestinidad con los Escoceses Unidos, cuyas actividades fueron frenadas con el juicio de George Mealmaker en 1798.
Entre 1800 y 1808 los ingresos de los tejedores se redujeron a la mitad, y en 1812 solicitaron un aumento que les fue concedido por los magistrados, pero los empresarios se negaron a pagar, por lo que los tejedores convocaron una huelga que duró nueve semanas con el apoyo de un "Comité Nacional de Sociedades Sindicales Escocesas", organizadas de forma similar a los United Scotsmen ("Sindicatos" relacionados con la zona, no sindicatos). Las autoridades se alarmaron aún más y establecieron espías e informadores para impedir cualquier otra actividad reformista. Desde entonces hasta 1815, el comandante John Cartwright realizó visitas para establecer clubes Hampden radicales por toda Escocia.

### Inquietud en la posguerra
El final de las guerras napoleónicas trajo consigo una depresión económica. En 1816, unas 40.000 personas acudieron a una reunión en Glasgow Green para exigir un gobierno más representativo y el fin de las Leyes del Maíz, que mantenían altos los precios de los alimentos. La revolución industrial afectó sobre todo a los tejedores de telares manuales, y el malestar creció a pesar de los intentos de las autoridades por emplear a los sin trabajo y abrir centros de ayuda para aliviar las penurias. Los agentes del gobierno llevaron a los tribunales juicios por conspiración en 1816 y 1817.
La masacre de Peterloo de agosto de 1819 provocó manifestaciones de protesta en toda Gran Bretaña. En Escocia, un mitin conmemorativo en Paisley el 11 de septiembre provocó una semana de disturbios y se utilizó la caballería para controlar a unos 5.000 "radicales". Se celebraron reuniones de protesta en Stirling, Airdrie, Renfrewshire, Ayrshire y Fife, principalmente en zonas de tejido. El 13 de diciembre, el "Radical Laird" Kinloch fue detenido por dirigirse a una reunión masiva en Magdalen Green, en Dundee, pero escapó y huyó al extranjero.
La alta burguesía temía que el tipo de agitación revolucionaria que se había visto en Francia e Irlanda pudiera tener lugar en Gran Bretaña, y hubo un gran reclutamiento de regimientos de voluntarios por las tierras bajas escocesas y los Borders escoceses. Walter Scott instó a sus vecinos de los Borders a "apelar en esta crisis al buen sentido y la lealtad de las órdenes inferiores... Lo único que hay que hacer es sondear a los hombres y anotar a los que parezcan celosos. Tal vez tengan que luchar con los picapedreros y coladores de Northumbria por la defensa de sus chimeneas, pues esos literales blackguards se encuentran más allá de la gestión de su propio pueblo".

## La "guerra radical"
Al comenzar 1820, el gobierno, asustado por la "Conspiración de Cato Street" en Londres, actuó para suprimir la agitación reformista y recurrió a su aparato de espías y agentes provocadores en Escocia. Un Comité Radical de 28 hombres para organizar un Gobierno Provisional, elegido por los delegados de los "sindicatos" locales, eligió a los oficiales y decidió organizar el entrenamiento militar de sus partidarios, dando parte de la responsabilidad del programa de entrenamiento a un tejedor Condorrat con experiencia en el ejército, John Baird.  El 18 de marzo, Mitchell, de la policía de Glasgow, notificó al ministro del Interior que "una reunión del comité organizador de la chusma... debe celebrarse en estas cercanías dentro de unos días".
El 21 de marzo el Comité se reunió en una taberna de Glasgow. El tejedor John King abandonó la reunión temprano, poco antes de una redada en la que el Comité fue arrestado en secreto. Mitchell informó el 25 de marzo que los arrestados habían "confesado su audaz complot para separar el Reino de Escocia del de Inglaterra y restaurar el antiguo Parlamento escocés... Si se concibiera algún plan mediante el cual se pudiera atraer a los desafectos fuera de sus guaridas -haciéndoles creer que había llegado el día de la "libertad"- podríamos atraparlos en el exterior y sin defensa... pocos saben de la detención de los líderes. . por lo que ninguna sospecha se uniría al plan en absoluto. Nuestros informantes se han infiltrado en los comités y en la organización de los desafectos, y en pocos días juzgaréis los resultados."[cita requerida] King, Craig, Turner y Lees participarían ahora repetidamente en la organización de la agitación.
En una reunión celebrada el 22 de marzo, entre las 15 y 20 personas presentes estaban los tejedores John King y John Craig, el hojalatero Duncan Turner y "un inglés" llamado Lees. John King les dijo que el levantamiento era inminente y que todos los presentes debían prepararse con entusiasmo para la llamada a las armas. Al día siguiente, algunos de ellos se reunieron en Glasgow Green y luego se trasladaron a Rutherglen, donde Turner reveló los planes para establecer un Gobierno Provisional, hizo que los presentes resolvieran "actuar en consecuencia", y luego entregó una copia de un borrador de Proclamación para ser entregada a una imprenta. Lees, King y Turner fueron animando a los partidarios a hacer picas para las batallas. El sábado 1 de abril Craig y Lees recogieron las impresiones que Lees había pagado el día anterior. En la mañana del domingo 2 de abril, las copias de la Proclamación estaban expuestas por todo Glasgow.

### Proclamación
La Proclamación, firmada "Por orden del Comité de Organización para formar un Gobierno Provisional. Glasgow 1 de abril. 1820", incluye referencias a la Carta Magna inglesa y a la Carta de Derechos inglesa.
"¡Amigos y compatriotas! Despiértense de ese estado de torpeza en el que nos hemos hundido durante tantos años, y por fin nos vemos obligados, debido a la extremidad de nuestros sufrimientos y al desprecio de nuestras peticiones de reparación, a hacer valer nuestros derechos a riesgo de nuestras vidas", "tomando las armas para la reparación de nuestros agravios comunes". "Igualdad de derechos (no de propiedad)... Libertad o Muerte es nuestro lema, y hemos jurado volver a casa triunfantes - o no volver más.... pedimos encarecidamente a todos que desistan de su trabajo desde y después de este día, el primero de abril [hasta] en posesión de esos derechos..." Llamó a un levantamiento "Para mostrar al mundo que no somos esa chusma sanguinaria y sin ley que nuestros opresores quieren persuadir a los círculos superiores, sino un pueblo valiente y generoso decidido a ser libre."
Una nota a pie de página añadía: "Británicos - Dios - Justicia - el deseo de todos los hombres buenos, están con nosotros. Uníos y haced de ello una buena causa, y las naciones de la tierra aclamarán el día en que el Estandarte de la Libertad se alce en su suelo natal."

### Huelga y disturbios
El lunes 3 de abril se detuvo el trabajo, sobre todo en las comunidades de tejedores, en una amplia zona del centro de Escocia que incluye Stirlingshire, Dunbartonshire, Renfrewshire, Lanarkshire y Ayrshire, con un total estimado de unos 60.000 paros.
Se informó de que los hombres estaban llevando a cabo ejercicios militares en los alrededores de Glasgow, de que se habían asaltado fundiciones y forjas, y de que se habían tomado limas de hierro y palos de tintorero para hacer picas. En Kilbarchan los soldados encontraron a hombres fabricando picas, en Stewarton unos 60 huelguistas fueron dispersados, en Balfron unos 200 hombres se habían reunido para algún tipo de acción. Se pusieron a la venta picas, pólvora y armas llamadas "wasps" (una especie de jabalina) y "clegs" (un volantín de púas para lanzar a los caballos).
Se corrió el rumor de que Inglaterra estaba en armas por la causa de la reforma y que un ejército se estaba reuniendo en Campsie al mando del mariscal MacDonald, mariscal de Francia e hijo de una familia de refugiados jacobitas, para unir fuerzas con 50.000 soldados franceses en Cathkin Braes bajo el mando de Kinloch, el "laird radical" fugitivo de Dundee.
En Paisley, el comité local de reformistas se reunió bajo el mando de su instructor de instrucción, pero se dispersó cuando Paisley fue puesta bajo toque de queda.
Las tropas del gobierno estaban preparadas en Glasgow, incluyendo la Brigada de Fusileros, el 83.er Regimiento de a pie, el 7º y 10º de Húsares y los Tiradores de Glasgow de Samuel Hunter. Por la noche, 300 radicales tuvieron una breve escaramuza con un grupo "de caballería", pero nadie resultó herido ese día.

### Marcha sobre Carron
En Glasgow, John Craig dirigió a unos 30 hombres para dirigirse a la fábrica de hierro de la compañía Carron en Falkirk, Stirlingshire, diciéndoles que las armas estarían allí para ser tomadas, pero el grupo se dispersó cuando fue interceptado por una patrulla de la policía. Casualmente, un destacamento de Húsares estaba esperando en una emboscada con la intención de atrapar a los hombres que marchaban de Glasgow a Carron, pero fue decepcionado. Craig fue capturado, llevado ante un magistrado y multado, pero el magistrado pagó la multa por él.
Al día siguiente, el martes 4 de abril, Duncan Turner reunió a unos 60 hombres para marchar a Carron, mientras él realizaba labores de organización en otros lugares. La mitad del grupo se retiró, el resto aceptó sus garantías de que recogerían simpatizantes por el camino. Su líder, Andrew Hardie, recibió una media tarjeta rota para que la cotejara con la otra mitad en posesión de un simpatizante en Condorrat, de camino a Carron. Allí, John Baird recibió la visita de John King hacia las 11 de la noche, quien le entregó la otra mitad de la tarjeta. Alrededor de las 5 de la mañana del 5 de abril llegó Hardie con 25 hombres, empapados. Baird esperaba un pequeño ejército, pero King les instó a seguir adelante, diciendo que se adelantaría para reunir partidarios. Uno de los hombres llamado Kean se fue con él, y Baird y Hardie partieron con un total de 30 hombres. En el camino se cruzaron dos veces con viajeros, pero los dejaron ir. Los viajeros pasaron la información a las autoridades de Kilsyth y del castillo de Stirling. King llegó de nuevo, aunque Kean no estaba con él. y les dijo que tenía instrucciones de ir rápidamente a buscar apoyos en Camelon, mientras que Baird y Hardie debían dejar el camino y esperar en Bonnymuir.
El 4 de abril se había ordenado a dieciséis húsares y dieciséis soldados de caballería que abandonaran Perth y fueran a proteger Carron. Dejaron la carretera en Bonnybridge a primera hora del 5 de abril y se dirigieron directamente a las laderas de Bonnymuir. Como informaron posteriormente los periódicos: "Al observar esta fuerza, los radicales vitorearon y avanzaron hasta un muro sobre el que empezaron a disparar a los militares. Los soldados respondieron con algunos disparos y, al cabo de un rato, la caballería atravesó una abertura en el muro y atacó al grupo, que resistió hasta que fue dominado por las tropas, que lograron hacer prisioneros a diecinueve de ellos, que se alojan en el castillo de Stirling. Cuatro de los radicales resultaron heridos". El Glasgow Herald se burló del escaso número de radicales encontrados, pero se preocupó de que "la conspiración parece ser más extensa de lo que casi todos imaginaban... los principios radicales están demasiado extendidos y profundamente arraigados como para desaparecer sin alguna explosión y cuanto antes se produzca, mejor".
Durante el 5 de abril llegaron más regimientos a Glasgow, lo que provocó una considerable excitación. Se informó de algunos indicios de que se estaba organizando la resistencia y el ejército se mantuvo en alerta hasta bien entrada la noche, pero no se materializó ningún ataque radical. En Duntocher, Paisley y Camelon se detuvo a personas que se pensaba que estaban perforando o fabricando picas.

### La marcha de Strathaven
En la tarde del 5 de abril, antes de que se conociera la noticia de los combates de Bonnymuir, "el inglés" Lees envió un mensaje pidiendo a los radicales de Strathaven que se reunieran con la gran fuerza del "laird radical" Kinloch en Cathkin, y a la mañana siguiente una pequeña fuerza de 25 hombres siguió las instrucciones y salió a las 7 de la mañana para marchar hacia allí. Se afirma que el anciano y experimentado radical James Wilson llevaba una pancarta en la que se leía "Scotland Free or a Desart" [sic]. En East Kilbride fueron advertidos de una emboscada del ejército, y Wilson, sospechando una traición, regresó a Strathaven. Los demás eludieron la emboscada y llegaron a Cathkin, pero como no había señales del ejército prometido se dispersaron. Diez de ellos fueron identificados y capturados, y al anochecer del 7 de abril fueron encarcelados en Hamilton.
Otros disturbios radicales se produjeron en las aldeas de tejedores de las tierras bajas centrales y del centro oeste de Escocia, con una actividad menos evidente en algunas ciudades de la costa este.

### Prisioneros a Greenock

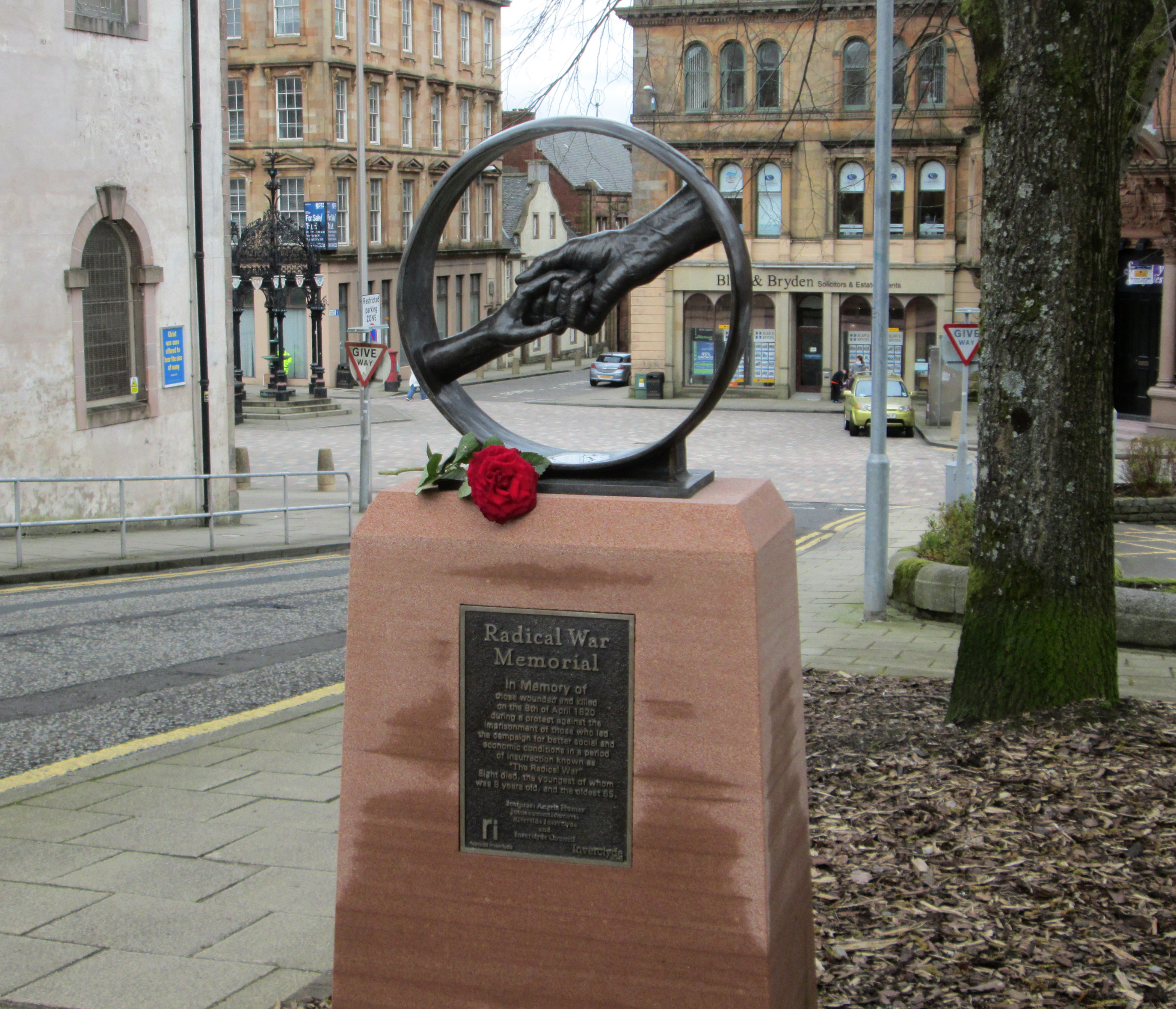
Monumento a la Guerra Radical en Greenock, frente al emplazamiento de la Cárcel. El edificio Dutch Gable de 1755 se ve más allá de las manos entrelazadas, el Mid Kirk de 1761 está a la izquierda.

Un gran número de presuntos cabecillas fueron encarcelados en varias cárceles de la región. Los Voluntarios de Port Glasgow sirvieron en Paisley durante la huelga, y al regresar a casa el sábado 8 de abril escoltaron a cinco prisioneros para llevarlos a la cárcel de Greenock en un carro. En el camino a través de Port Glasgow, sus comandantes respondieron a los rumores aumentando la escolta de 30 a 80 hombres, y se encontraron con una pequeña hostilidad mientras marchaban a través de la ciudad de Crawfurdsdyke. Llegaron a la cárcel de Greenock, y mientras entregaban a los prisioneros tuvieron que refugiarse de las piedras lanzadas desde un terreno más alto al sur de la cárcel.
Se reunió una multitud hostil y los disparos al aire no lograron calmar la situación. Mientras los Voluntarios regresaban por la calle Cathcart, la "turba seguía aumentando, lanzando piedras, botellas, &c. desde las ventanas y los cierres". Los Voluntarios sufrieron contusiones, y al acercarse a la calle Rue-end abrieron fuego esporádico, matando e hiriendo a varios de la multitud. La muchedumbre persiguió a los Voluntarios hasta Crawfurdsdyke, y luego volvió para romper la cárcel. Un magistrado instó a la multitud a desistir, pero al no haber fuerzas para resistirlos, accedió a liberar a los prisioneros que luego escaparon. Un grupo numeroso se dispuso a incendiar Port Glasgow, pero fue detenido en el límite de esa ciudad por los habitantes armados que habían levantado barricadas en el puente de Devol's Glen. Los magistrados de Greenock llegaron y dispersaron a la multitud.
El 11 de abril de 1820, los médicos de Greenock elaboraron una lista de muertos y heridos en la que se describían las heridas sufridas y el estado de los supervivientes. Se enumeran 18 víctimas, entre ellas un niño de 8 años y una mujer de 65 años. En ese momento se anotaron 6 muertos, otros murieron más tarde a causa de sus heridas, y un informe publicado el 15 de julio decía que había "nueve de la turba muertos, y otros nueve heridos peligrosamente, hay dos de los voluntarios también heridos."

### Huida a Canadá
En abril de 1820, cientos de jóvenes radicales huyeron en barco a Canadá desde Greenock, escapando de la persecución de la red de espías de Lord Sidmouth. Entre ellos estaba William Lyon Mackenzie, que fue uno de los líderes de las Rebeliones de Canadá de 1837-1838.

## Juicios y ejecuciones
En varias ciudades un total de 88 hombres fueron acusados de traición. Tanto en Glasgow como en Stirling se creó una comisión especial de la Corte de Oyer y Terminer para procesar.
James Wilson fue arrestado y el 20 de julio fue juzgado en Glasgow acusado de cuatro cargos de traición. El jurado lo declaró inocente en tres de los cargos, culpable de "intentar provocar una guerra contra el Rey para obligarle a cambiar sus medidas" y recomendó clemencia, pero fue condenado a muerte.
Cinco de sus compañeros fueron declarados no culpables, y otro fue absuelto. El 1 de agosto un jurado ignoró al abrasivo juez y se negó a condenar a dos tejedores.
En Stirling Tolbooth, el 4 de agosto, el juez aconsejó: "A vosotros, Andrew Hardie y John Baird, os puedo dar poca o ninguna esperanza de misericordia", ya que "como erais los líderes, me temo que el ejemplo lo tenéis que dar vosotros".
James Wilson fue ahorcado y decapitado el 30 de agosto observado por unas 20.000 personas, la primera de las cuales comentó al verdugo "¿Has visto alguna vez una multitud así, Thomas?".
El 8 de septiembre, Hardie y Baird fueron ejecutados frente a la Tolbooth de Stirling, observados por una multitud de 2.000 personas. El sheriff de Stirling, Ranald MacDonald, les exigió que no pronunciaran ningún discurso político desde la horca, pero aceptó que hablaran sobre la Biblia. Baird concluyó su breve discurso diciendo: "Aunque hoy tengamos una muerte ignominiosa a causa de leyes injustas, nuestra sangre, que dentro de muy pocos minutos correrá por este patíbulo, clamará al cielo por venganza, y que sea el medio para la pronta redención de nuestros afligidos compatriotas". Hardie habló entonces de "nuestra sangre [siendo] derramada en este cadalso... por ningún otro pecado que el de buscar los legítimos derechos de nuestros amados compatriotas maltratados y pisoteados", y luego, cuando el Sheriff intervino airadamente, concluyó pidiendo a los presentes que "se fueran tranquilamente a casa y leyeran sus Biblias, y recordaran el destino de Hardie y Baird". Fueron ahorcados y luego decapitados, en lo que fue la última decapitación en el Reino Unido, unos meses después del complot de Cato Street.
Thomas McCulloch, John Barr, William Smith, Benjamin Moir, Allan Murchie, Alexander Latimer, Andrew White, David Thomson, James Wright, William Clackson / William Clarkson, Thomas Pike/Thomas Pink, Robert Gray, James Clelland, Alexander Hart, Thomas McFarlane, John Anderson, Andrew Dawson, John McMillan y el joven de 15 años Alexander Johnstone fueron transportados en su momento a las colonias penales de Nueva Gales del Sur o Tasmania. Peter Mackenzie, un periodista de Glasgow, hizo campaña sin éxito para que fueran indultados, y publicó un pequeño libro El sistema de espionaje, que incluye las hazañas de Mr. Richmond, el notorio espía del gobierno de Sidmouth y Castlereagh.
Finalmente, el 10 de agosto de 1835 se concedió el indulto absoluto.

## Resultado

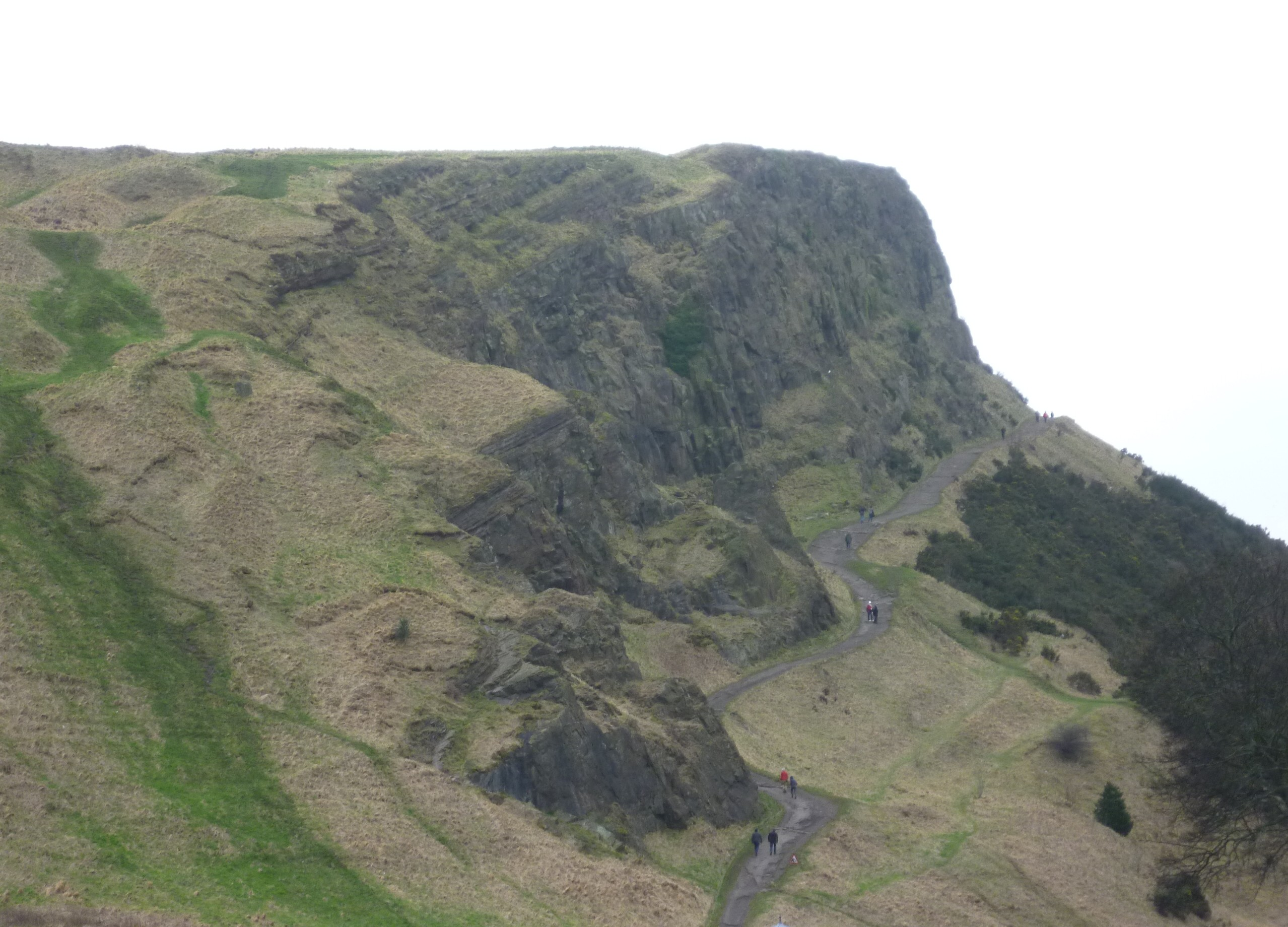
El camino radical, Salisbury Crags

El efecto del aplastamiento de esta insurrección escenificada fue el de desalentar eficazmente los disturbios radicales serios en Escocia durante algún tiempo. Lord Melville, la mano derecha en Escocia del gobierno de Lord Liverpool, vio la sugerencia de la visita del rey Jorge IV a Escocia como una necesidad política, para captar los sentimientos de la gente común y debilitar el movimiento radical. El acontecimiento, organizado en gran parte por Sir Walter Scott, tuvo un éxito brillante y aportó una nueva identidad nacional escocesa, creando un entusiasmo generalizado por el "desfile de cuadros" de tartán en el que el sheriff Ranald MacDonald de Stirling ya participaba con entusiasmo como jefe de clan en Ulva y miembro de varias "sociedades de las Highlands".
A sugerencia de Walter Scott, los tejedores desempleados del oeste de Escocia se pusieron a trabajar en la pavimentación de un camino alrededor de Salisbury Crags, en el parque de Holyrood, contiguo a Arthur's Seat. El camino aún se conoce como el Camino Radical.
La causa de la reforma electoral continuó y, con la Ley de Reforma Escocesa de 1832, Glasgow obtuvo por primera vez su propio diputado. El acontecimiento quedó en gran medida eclipsado por los acontecimientos radicales ingleses y olvidado por la historia escolar, pero en el siglo XX el historiador del Partido Nacional Escocés J. Halliday volvió a introducir el acontecimiento en los planes de estudio. En un debate de aniversario en el Parlamento escocés, los miembros de los distintos partidos encontraron lecciones para sus diferentes causas en la "Guerra Radical".
En 2021 se inauguró una gran lápida conmemorativa del bicentenario de la batalla de Bonnymuir.